# Alois Šutera

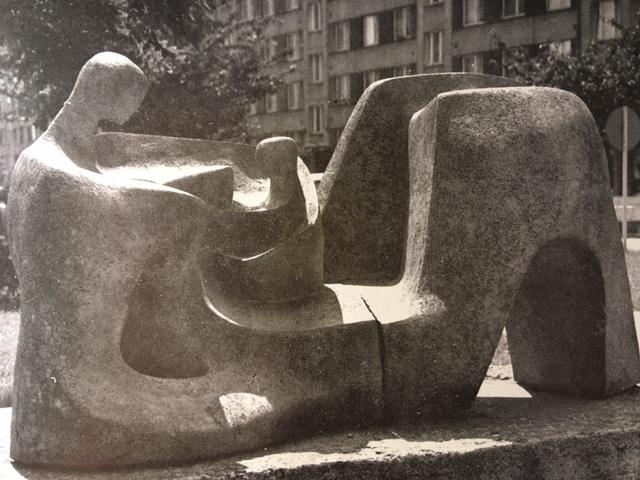
Alois Šutera: plastika Mateřství, 1969, Kroměříž - Oskol

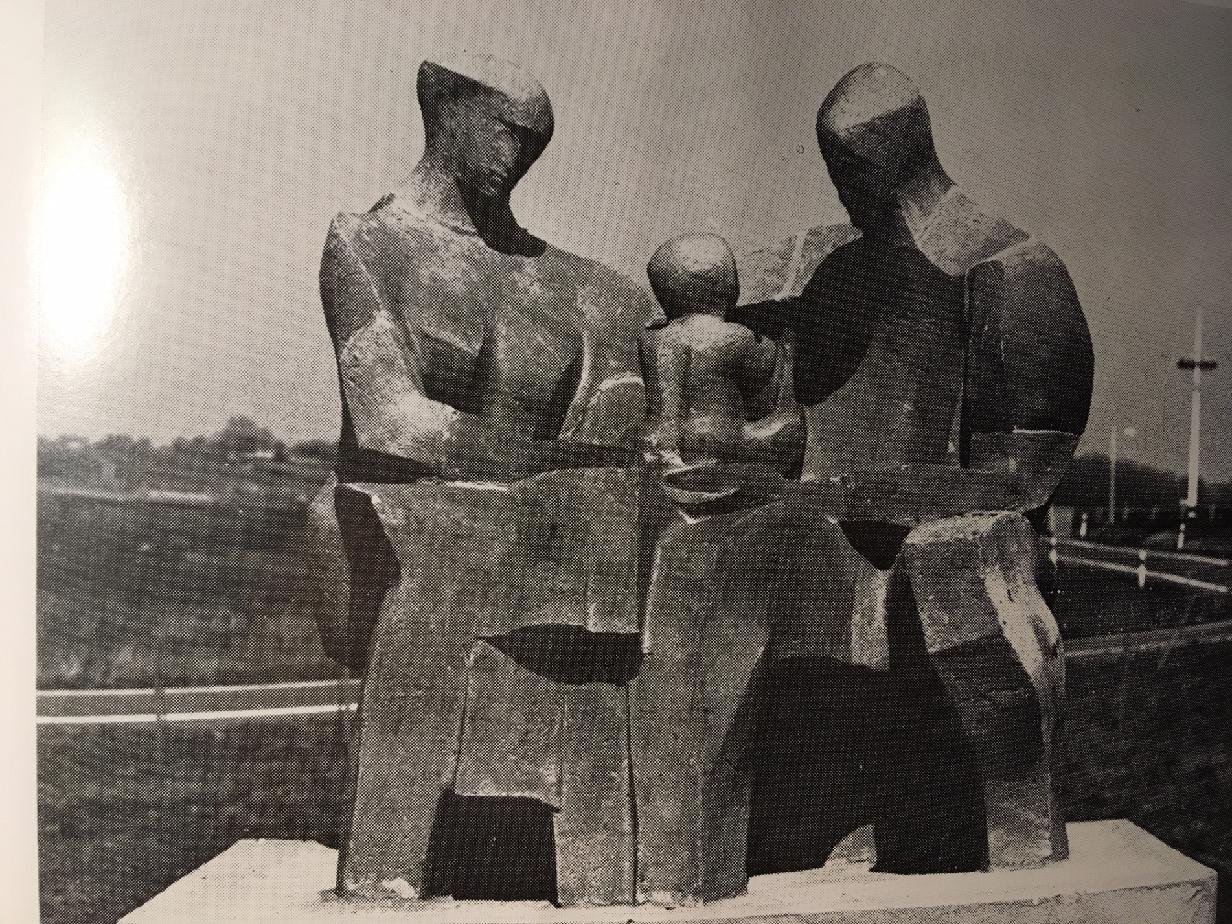
Alois Šutera: sousoší Rodina, 1983, Lanžhot

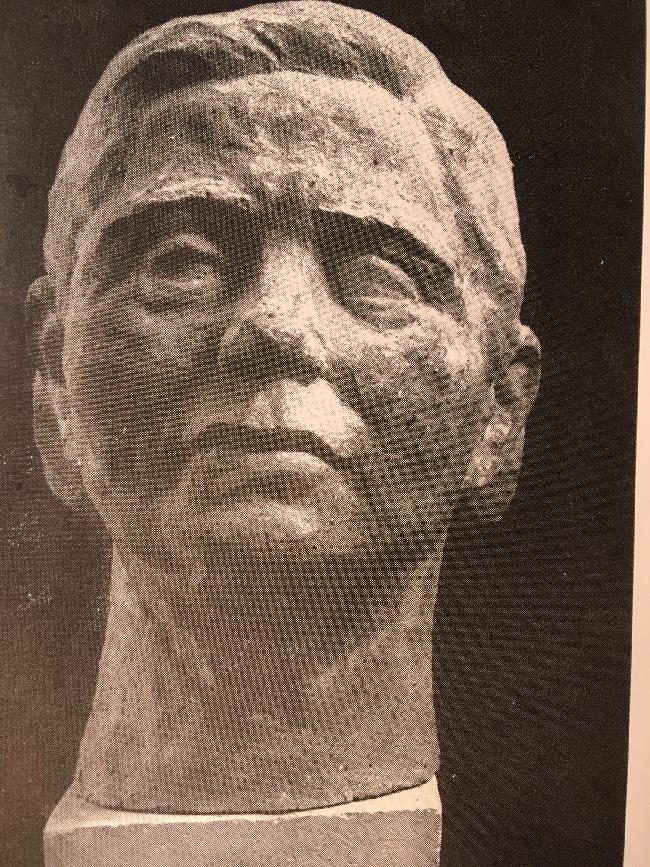
Alois Šutera: Portrét matky

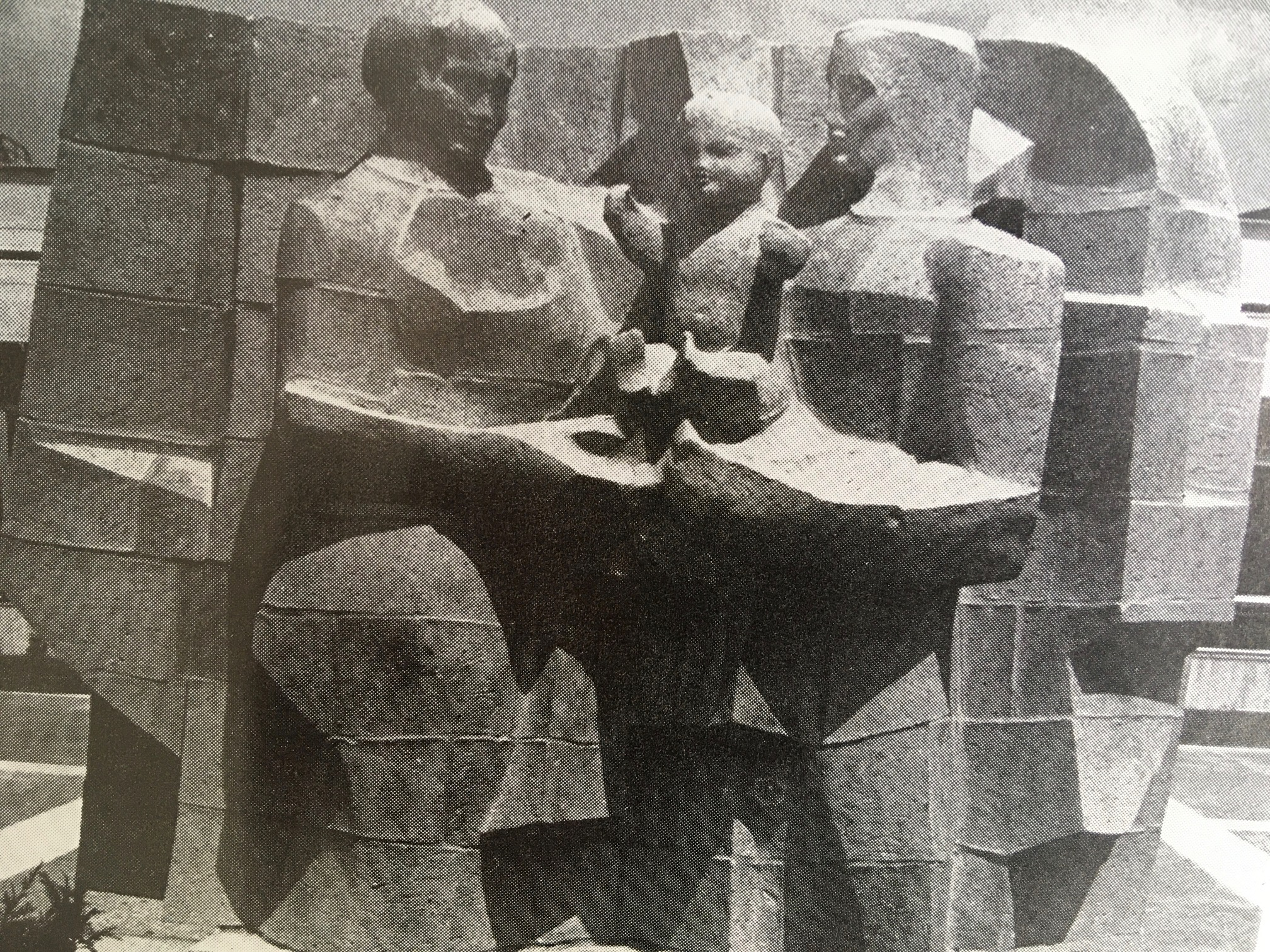
Alois Šutera: Práce a rodina, 1979, Vrbové u Piešťan

Alois Šutera (25. července 1933 Zlín – Louky – 24. dubna 1983 Zlín – Lhotka) byl český akademický sochař 2. poloviny 20. století. V jeho tvorbě převažuje figurální vyjádření námětů – od realistické po robustní volnější formu, i kubizující. Často se objevuje téma rodiny, ženy, mateřství, a také motivy pracovní. V 70. letech 20. století se rovněž věnoval symbolistně stylizované malbě.

## Životopis
Narodil se ve Zlíně – Loukách v roce 1933 jako nejstarší ze sedmi sourozenců. V letech 1948-1951 se vyučil modelářem keramiky v Klášterci nad Ohří (v učilišti při v továrně na porcelán). V letech 1951-1952 studoval Střední uměleckoprůmyslovou školu ve Zlíně, která se po roce přestěhovala do Uherského Hradiště. Zde také v roce 1955 dokončil studium výtvarného oboru keramika u profesora Stanislava Mikuláštíka. Téhož roku byl přijat na Akademii výtvarných umění v Praze – obor sochařství. Studoval nejprve u profesora Jana Laudy, později u profesora Vincence Makovského. Absolvoval v roce 1962. Během studií (v roce 1958) se oženil se studentkou Vysoké školy uměleckoprůmyslové v Praze Otilií Demelovou. Po absolutoriu AVU se účastnil několika soutěží: V roce 1962 získal ocenění a 3. místo za návrh monumentální mozaiky pro vestibul Divadla pracujících ve Zlíně (společně s bratrem Zdeňkem Šuterou). V roce 1963 byl oceněn v soutěži na pamětní desetikorunovou minci. V roce 1971 získal čestné uznání za návrhy pomníku Tycho Brahe a Jana Keplera.
V roce 1974 se Alois Šutera s rodinou přestěhoval z Prahy do okrajové části Zlína – Lhotky, kde přebudoval staré venkovské stavení pro potřeby sochařské tvorby manželského páru. V letech 1979–1980 byla na základě jeho ideového návrhu v parkové úpravě návsi ve Lhotce vybudována fontána, pro niž vytvořila plastiku „Mateřství“ akad. sochařka Otilie Šuterová. Na realizaci díla se dobrovolnicky, bez nároku na odměnu, podíleli i občané obce Lhotka (Zlín).
Alois Šutera zemřel na jaře 1983 na srdeční selhání. Pohřben na hřbitově v Tečovicích.
V roce 1984 byla v grafickém kabinetu zlínského zámku uspořádána posmrtná sochařská výstava, připomínající prostřednictvím fotodokumentace významná díla Aloise Šutery. K výstavě byl vydán katalog, jehož autorem je Ludvík Ševeček.

## Realizovaná díla v architektuře
- 1958 (v době výkonu vojenské prezenční služby) – sousoší Kragujevacká vzpoura (sádra) – pro kasárny v Trenčíně
- 1958-1959 – sousoší Rodina - pro fontánu Trenčín-Kubrá (poštorenský keramický materiál)
- 1965 – plastický reliéf Ruce a oživená hmota – alegorie umění – pro Kulturní dům v Klášterci nad Ohří
- 1966 – plastika Hudebník - pro hřbitov v Přerově (beton)
- 1968 – keramický reliéf Stavebnictví – pro ředitelství Průmyslových staveb Zlín
- 1968 – glazované keramické reliéfní motivy - pro sídliště Trávníky v Otrokovicích (společně s bratrem Zdeňkem Šuterou)
- 1968-1969 – keramická plastika Mateřství - pro sídliště Bělidla v Kroměříži
- 1972 – reliéf Chléb našeho domova (opuka) - pro Ministerstvo školství a kultury v Praze
- keramická plastika Jaro - pro sídliště v Prostějově
- 1974 – sousoší Radost - pro kašnu v Holešově
- 1975-1976 – oboustranný keramický reliéf Práce a domov - pro vstupní areál podniku TON v Bystřici pod Hostýnem
- 1978 – keramický reliéf Kytice - pro vstupní halu Kulturního domu ve Fryštáku
- 1979 – keramická plastika Kytička zemřelým - pro prostor před smuteční síní u hřbitova ve Strážnici
- 1980 – betonový monolit s pěti figurálními motivy Radost ze života - pro sídliště Oskol v Kroměříži
- 1981 – socha Práce a rodina, pro předvstupní prostor do podniku Trikota Vrbové (Slovensko)
- 1982-1983 – závěsné plastiky Tanec, Rodina, Zpěv pro obřadní síň ve Fryštáku a další tři motivy pro restauraci Sýpka v Otrokovicích (kompletní soubor celkem sedmi reliéfů vymodelovaných z forem osadila v r. 1987 Otilie Šuterová do sálu v pohostinství Lhotka, obci věnováno jako dar)
- 1983 – druhý originál sousoší Rodina - pro dálniční odpočivadlo v Lanžhotě (rozpracováno v čase úmrtí autora, dokončení a osazení díla přešlo na manželku Otilii).

## Galerie

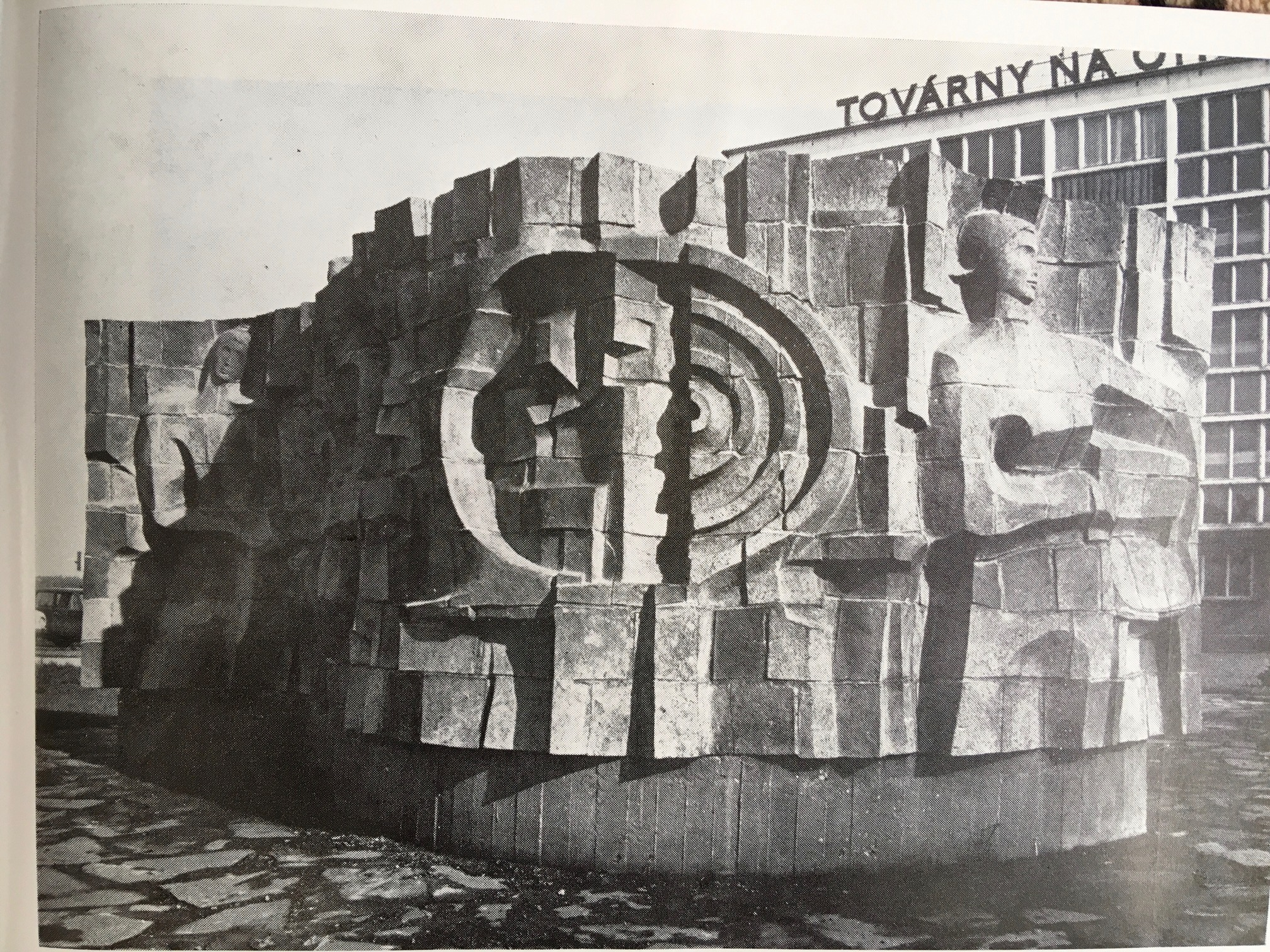
Alois Šutera: Práce a domov, Bystřice pod Hostýnem, vstup do továrny na ohýbaný nábytek, 1975-1976
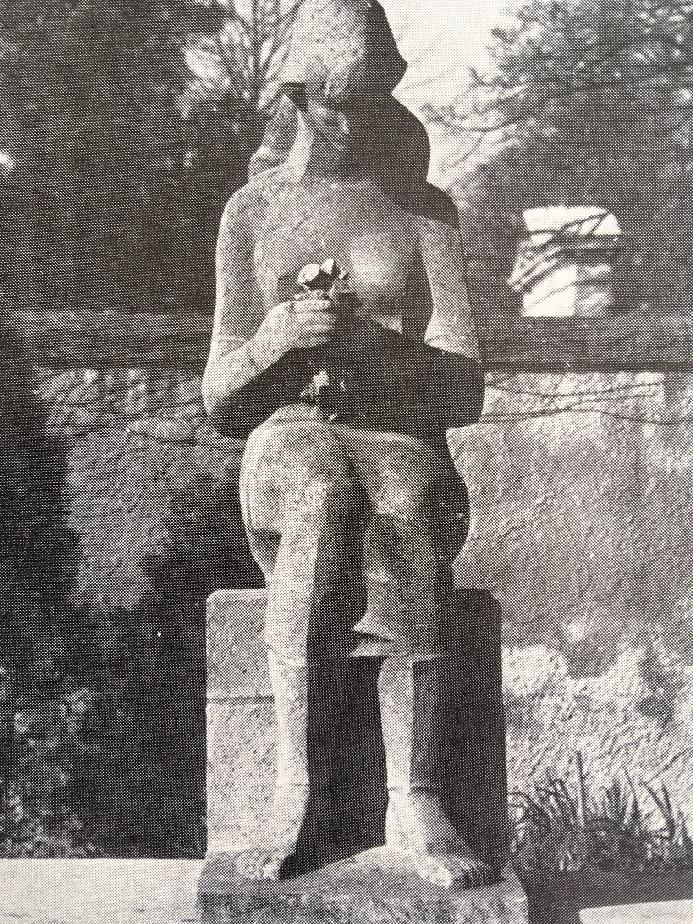
Alois Šutera: Kytička zemřelým, 1979, Strážnice
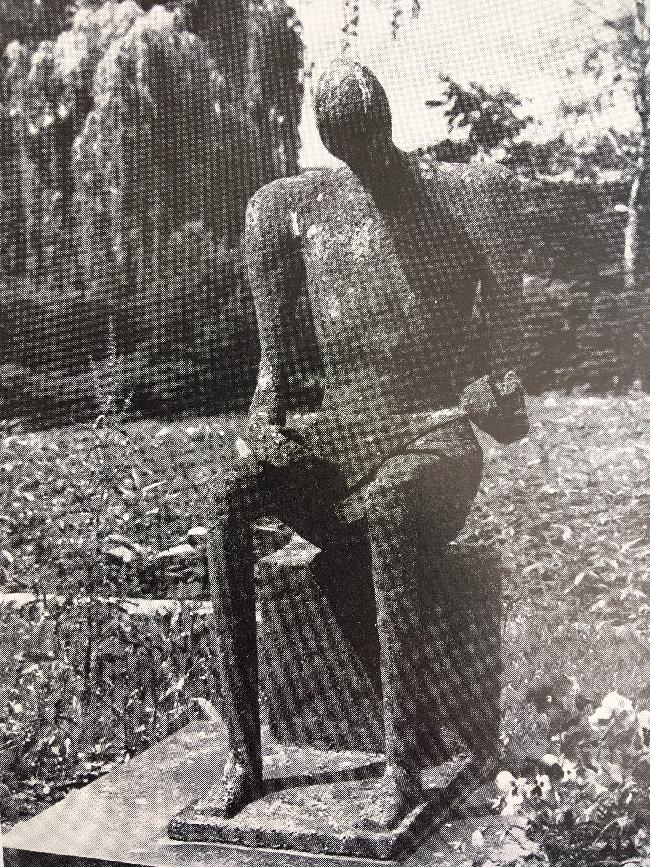
Alois Šutera: Hudebník, Přerov, okolo roku 1965
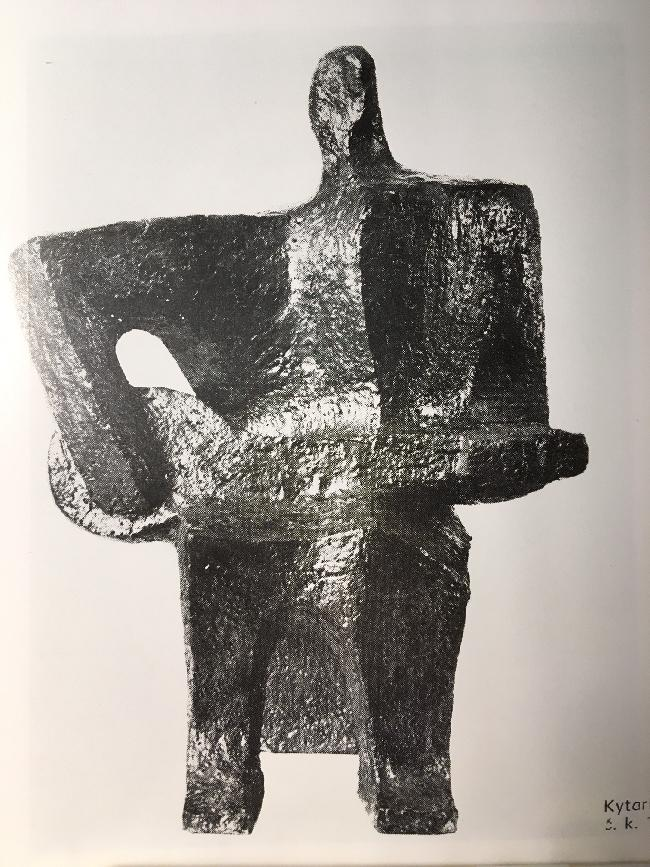
Alois Šutera Kytarista kolem roku 1967
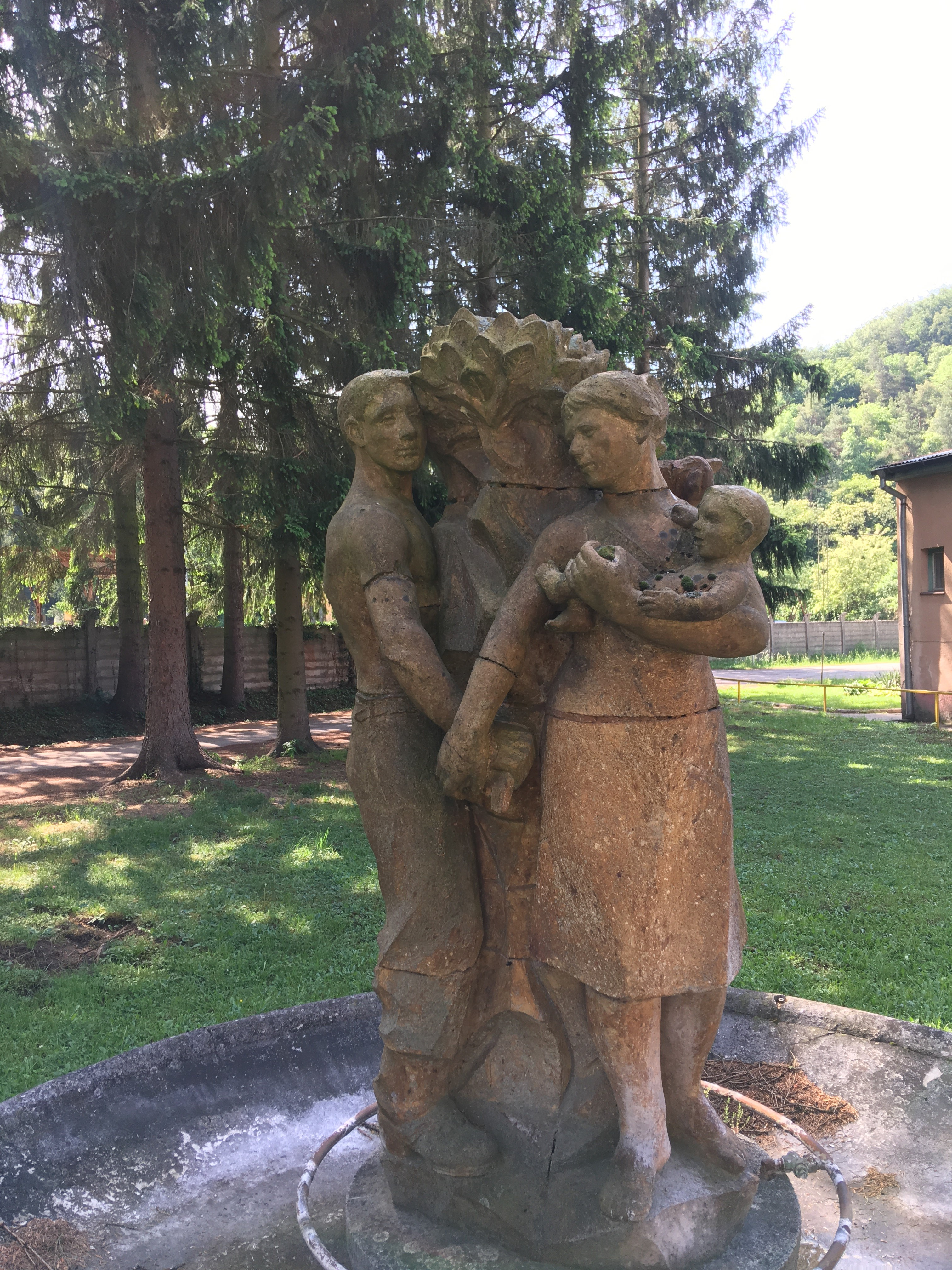
Alois Šutera sousoší Rodina 1958-1959 Trenčín Kubrá
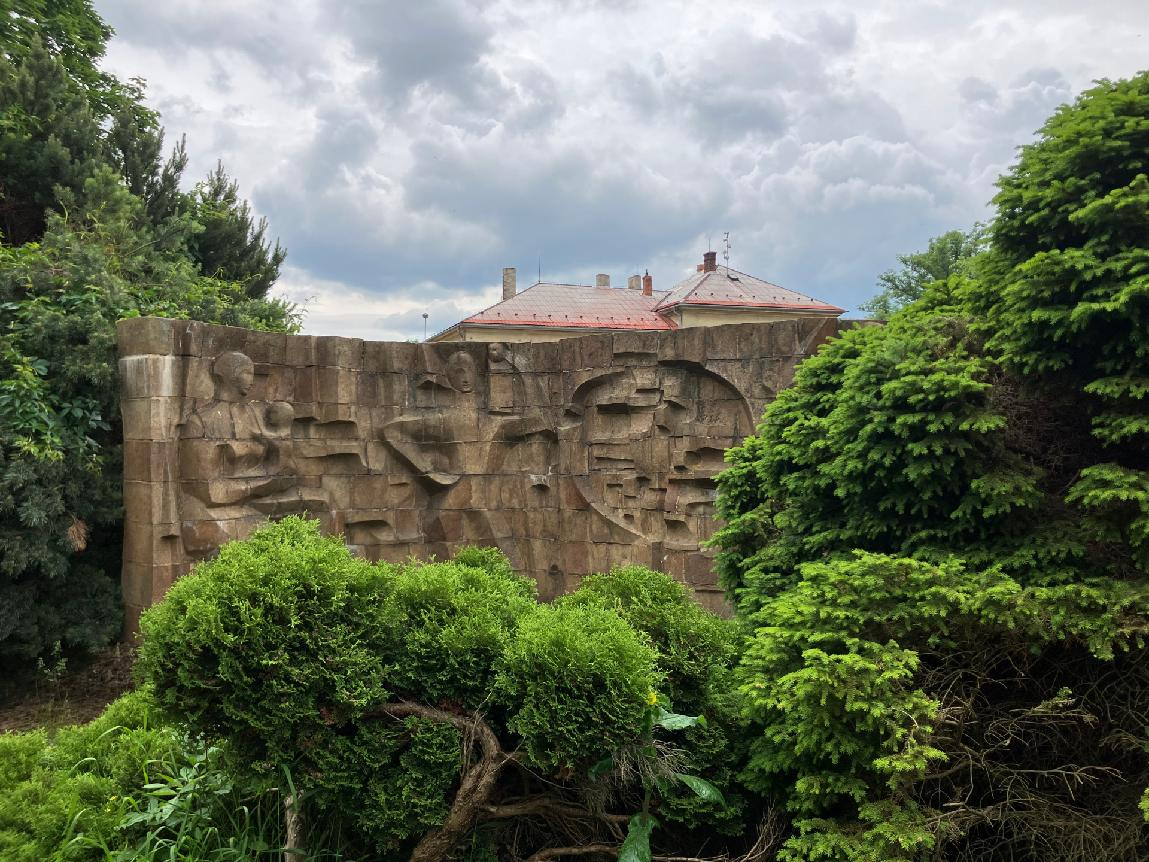
Práce a domov, Alois Šutera, Bystřice pod Hostýnem, zadní část reliéfu před továrnou TON.jpg
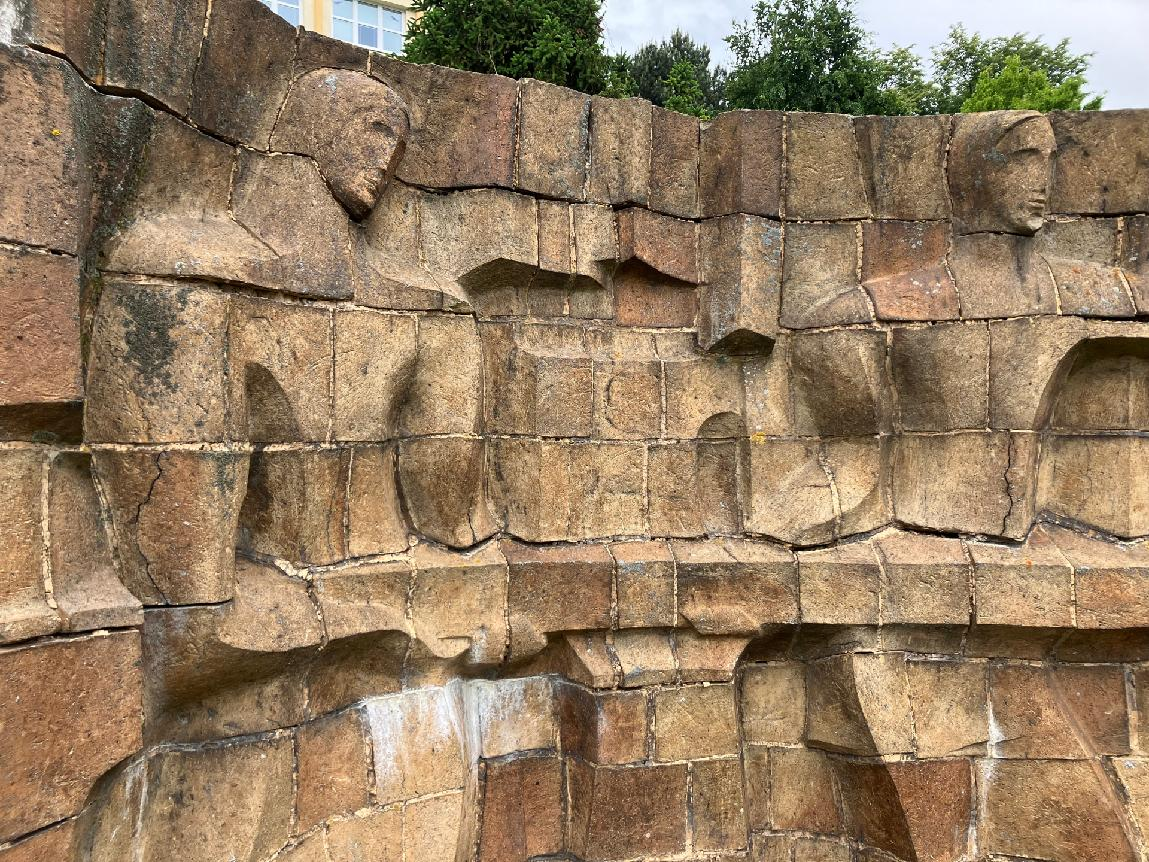
Práce a domov, Alois Šutera, Bystřice pod Hostýnem, detail.jpg
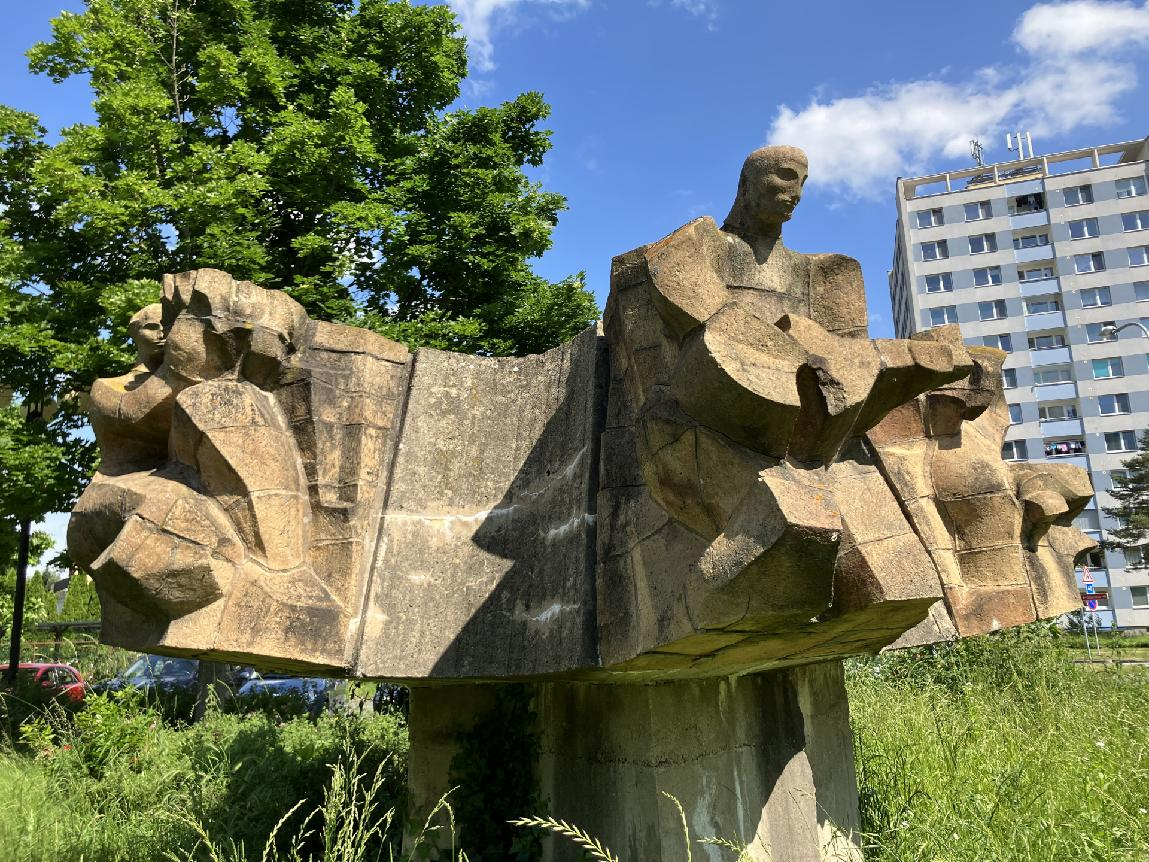
Radost ze života, Alois Šutera, Kroměříž, sídliště Oskol.jpg